# Bank in Zuzwil
Die Bank in Zuzwil AG ist eine in Zuzwil und Umgebung verankerte, 1904 gegründete Schweizer Regionalbank. Ihr Tätigkeitsgebiet liegt im Retail Banking, im Hypothekargeschäft und im Bankgeschäft mit kleinen und mittleren Unternehmen. Die Bank in Zuzwil beschäftigt zehn Mitarbeiter und hatte per Ende 2008 eine Bilanzsumme von 196,3 Millionen Schweizer Franken.
Das Bankinstitut wurde 1904 als Ersparnisanstalt gegründet. 1982 wurde die bis dahin in Form einer Genossenschaft organisierte Bank in eine Aktiengesellschaft umgewandelt.
Die Bank in Zuzwil ist als selbständige Regionalbank der RBA-Holding angeschlossen.